# Каваками, Нобуо
Нобуо Каваками (яп. 川上 信夫; род. 4 октября 1947, Сайтама) — японский футболист. Выступал за сборную Японии.

## Клубная карьера
В 1971 году после окончания университета Риккё Каваками стал игроком «Касива Рейсол» (ранее — «Хитачи»). И в следующем году вместе с клубом выиграл чемпионат страны. Также в составе команды он стал обладателем Кубка Императора в 1972 и 1975 годах. В 1978 году завершил карьеру. Всего он провел 128 матчей и забил 7 голов в чемпионате. Дважды был включен в символическую сборную лиги по итогам сезонов 1972 и 1975 годов.

## Карьера в сборной
31 июля 1970 года, когда Каваками еще был студентом, он дебютировал за сборную Японии против Гонконга. Он выступал на Азиатских играх 1970 и 1974. Также Каваками вызывался в национальную команду на отборочные матчи к чемпионату мира 1974 года, матчи квалификации на Летние Олимпийские игры 1976 и Кубок Азии 1976 года. Всего он провел 41 игру за сборную Японии, завершив выступление в отборочном матче к чемпионату мира 1978 года против Израиля.

## Статистика

### В клубе
| Сезон | Клуб   | Лига   | Матчи | Голы |
| ----- | ------ | ------ | ----- | ---- |
| 1971  | Хитачи | JSL D1 | 14    | 0    |
| 1972  | Хитачи | JSL D1 | 10    | 0    |
| 1973  | Хитачи | JSL D1 | 14    | 1    |
| 1974  | Хитачи | JSL D1 | 18    | 0    |
| 1975  | Хитачи | JSL D1 | 18    | 0    |
| 1976  | Хитачи | JSL D1 | 18    | 1    |
| 1977  | Хитачи | JSL D1 | 18    | 3    |
| 1978  | Хитачи | JSL D1 | 18    | 2    |
| Итого | Итого  | Итого  | 128   | 7    |

### В сборной
| Сборная Японии | Сборная Японии | Сборная Японии |
| Год            | Матчи          | Голы           |
| -------------- | -------------- | -------------- |
| 1970           | 4              | 0              |
| 1971           | 1              | 0              |
| 1972           | 8              | 0              |
| 1973           | 5              | 0              |
| 1974           | 5              | 0              |
| 1975           | 9              | 0              |
| 1976           | 8              | 0              |
| 1977           | 1              | 0              |
| Итого          | 41             | 0              |